# Дмитриевский, Борис Николаевич

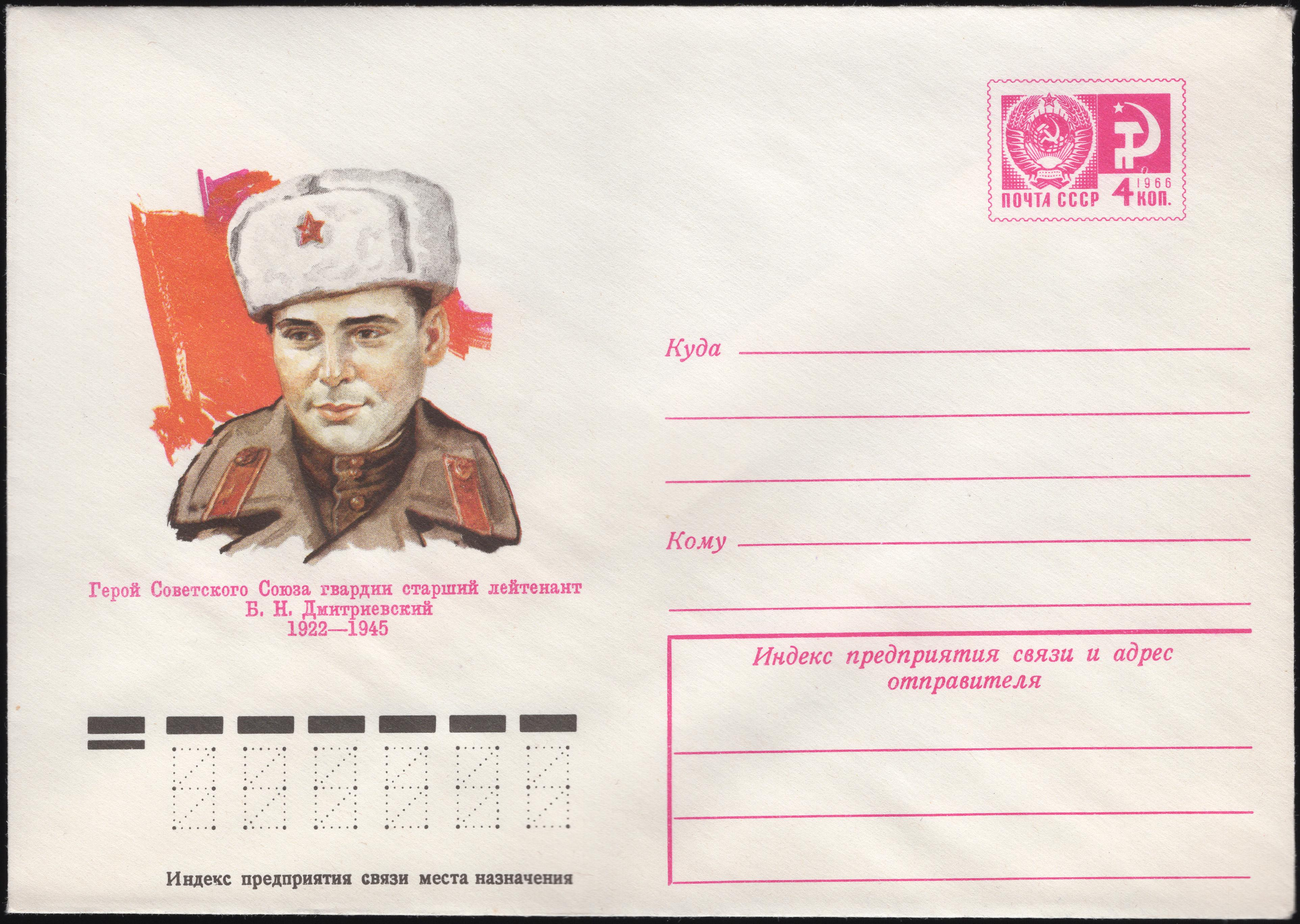
Б. Дмитриевский на художественном маркированном конверте СССР, 1976 год.

Бори́с Никола́евич Дмитрие́вский (1922—1945) — советский офицер-танкист в годы Великой Отечественной войны, Герой Советского Союза (29.06.1945, посмертно). Гвардии старший лейтенант (15.10.1944).

## Биография
Борис Дмитриевский родился 3 мая 1922 года в Москве в семье служащего. В 1941 году окончил школу № 39 (ныне — московская школа № 40). Сразу после начала Великой Отечественной войны вступил в местную дружину МПВО и участвовал в тушении немецких зажигательных авиабомб после налётов германской авиации на Москву.
12 августа 1941 года он был призван на службу в Рабоче-крестьянскую Красную Армию. В декабре 1942 года окончил Саратовское бронетанковое училище. В апреле 1943 года прибыл в находившийся на переформировании 3-й гвардейский танковый корпус на должность командира танка Т-34.
С мая 1943 года — на фронтах Великой Отечественной войны. Участвовал в освобождении Полтавы, Минска, Вильнюса, боях в Восточной Пруссии. К февралю 1945 года гвардии старший лейтенант Борис Дмитриевский командовал танковой ротой 3-й гвардейской танковой бригады 3-го гвардейского танкового корпуса 2-го Белорусского фронта. Отличился во время освобождения Польши.
25 февраля 1945 года рота Дмитриевского участвовала в прорыве немецкой обороны в районе Бишофсвальде неподалёку от Данцига. В тех боях она уничтожила 8 артиллерийских орудий, 2 танка, около сотни солдат и офицеров противника. В боях к югу от озера Эльзенау танк Дмитриевского первым в роте прорвался к позициям противника и уничтожил 4 артиллерийских орудия, 8 автомашин и около 80 вражеских солдат и офицеров. Преследуя отходящие немецкие части, рота продвинулась вперёд на 50 км, уничтожив 70 автомашин, 200 повозок и более 150 вражеских солдат и офицеров. 1 марта она захватила станцию Шюбен-Цанов и находящиеся там четыре эшелона. Когда 10 марта рота Дмитриевского в составе бригады двигалась к Лауенбургу, она была обстреляна вражескими орудиями. Дмитриевский закрыл своим танком подбитый танк командира бригады, дав тому возможность уйти в безопасное место, а затем, обойдя вражескую батарею с тыла, разгромил её. В тот же день он вместе со своей ротой разгромил колонну противника. 11 марта 1945 года во время наступления на Нойштадт (современный город Вейхерово в Польше) танк Б. Н. Дмитриевского был подбит, сам он получил тяжёлое ранение и умер уже в госпитале от потери крови. Похоронен в Лемборке.
Указом Президиума Верховного Совета СССР от 29 июня 1945 года за «образцовое выполнение боевых заданий командования на фронте борьбы с немецкими захватчиками и проявленные при этом отвагу и геройство» гвардии старший лейтенант Борис Дмитриевский посмертно был удостоен звания Героя Советского Союза.
При жизни был также награждён орденами Красного Знамени (14.09.1943), Красной Звезды (23.07.1944), Отечественной войны 1-й степени (19.07.1944).

## Память
- В марте 1976 года Минсвязи СССР выпустило художественный маркированный конверт в память о герое[3].
- В честь Дмитриевского была названа одна из станций Московского метро Некрасовской линии и в 1950—1960-х годах — одна из улиц Москвы (ныне — Первый Зачатьевский переулок), где он родился и вырос, где учился в школе[2][3]. В 2005 году его именем была названа другая московская улица в Косино-Ухтомском районе. 3 июня 2019 года в Москве появилась одноимённая станция метро, получившая название по близлежащей улице.
- В Московской школе существует Музей боевой славы 3-го Гвардейского Котельниковского танкового корпуса имени Героя Советского Союза Бориса Дмитриевского.